# 헝가리의 행정 구역
다음은 헝가리의 행정 구역에 관한 서술이다. 헝가리는 19개 주와 수도 부다페스트로 구성되어 있으며 이들 행정 구역은 173개 행정구로 나뉜다.